# Comuna Vovcikiv, Poliske
Vovcikiv (în ucraineană Вовчків) este o comună în raionul Poliske, regiunea Kiev, Ucraina, formată din satele Buda Vovcikivska, Stovpne și Vovcikiv (reședința).

## Demografie
Componența lingvistică a comunei Vovcikiv
     Ucraineană (95,94%)
     Română (2,03%)
     Rusă (1,01%)
     Alte limbi (0,4%)
Conform recensământului din 2001, majoritatea populației comunei Vovcikiv era vorbitoare de ucraineană (95,94%), existând în minoritate și vorbitori de română (2,03%) și rusă (1,01%).